# جايمي مارتين
جايمي مارتين (بالإسبانية: Jaime Martín) هو معلم موسيقى إسباني، ولد في 1 سبتمبر 1965 في سانتاندير في إسبانيا.

## وصلات خارجية
- جايمي مارتين على موقع ميوزك برينز (الإنجليزية)
- جايمي مارتين على موقع ديسكوغز (الإنجليزية)